# Diplotychus
Diplotychus is een monotypisch geslacht van spinnen uit de  familie van de Thomisidae (krabspinnen).

## Soort
- Diplotychus longulus (Simon, 1903)